# J. Tune Entertainment
J.Tune Entertainment (Hangul:제이튠엔터테이먼트) este o agenție de management și entertainment din Coreea de Sud. Directorul executiv este Jo Dong Won, iar investitorul principal, cântărețul și actorul Rain.

## Istoric
Compania a fost fondată în 1996 sub numele Seitech, dar și-a schimbat denumirea în 2007.
Denumirea "J.Tune" conține mai multe semnificații. În primul rând, prima literă "J" este inițiala numelui adevărat al lui Rain, Jung Ji Hoon. Folosindu-și propriul nume în denumirea companiei, accentuează faptul că această companie îl reprezintă pe el însuși.
În al doilea rând, cuvântul "Tune" are sensul de "cântare", "vocile tuturor instrumentelor". Alăturat numelui lui "Jung Ji Hoon", acest cuvânt exprimă ambiția lui Rain ca muzica lui să facă înconjurul lumii.
J.Tune a debutat trupa MBLAQ, alcătuită exclusiv din băieți, în octombrie 2009. Rain participă activ în muzica formației, fie prin compunerea versurilor, muzicii sau coregrafia melodiilor.
În iulie 2010, Rain și-a vândut toate acțiunile.
În decembrie 2010, Park Jin-Young a anunțat că J.Tune Entertainment va fuziona cu JYP Entertainment.

## Artiști
- Rain
- MBLAQ

## Actori
- Lee Da Hae
- Yun Jung Hoon
- Kim Kwang Min